# Roccellaceae
Ne doit pas être confondu avec Rocellaceae.
Famille
Les Roccellaceae sont une famille surtout composée de champignons lichénisés (lichens) appartenant à l'ordre des Arthoniales. Très diversifiée, la famille comporte des espèces au thalle encroûtant ou fruticuleux, plus rarement des champignons lichénicoles, c'est-à-dire se développant sur des lichens. Les formes lichénisées sont associées à des algues vertes.
Certaines espèces du genre Roccella sont parmi les très rares lichens à avoir reçu un nom vernaculaire générique en langue française en raison de leurs propriétés tinctoriales : ils sont désignés sous le nom d'orseilles.

## Liste des genres
Dans sa définition actuelle, la famille inclut les membres de l'ancienne famille des Opegraphaceae. Les études de phylogénie moléculaire consacrées aux Arthoniales indiquant que plusieurs genres des Roccellaceae sont paraphylétiques, il est probable que la liste actuellement admise évolue dans l'avenir.
D'après Outline of Ascomycota (2009), cette famille est constituée des genres suivants :
- Ancistrosporella G. Thor
- Angiactis Aptroot & Sparrius
- Bactrospora A. Massal.
- Chiodecton Ach.
- Combea De Not.
- Cresponea Egea & Torrente
- Darbishirella Zahlbr. ex Darb.
- Dendrographa Darb.
- Dichosporidium Pat.
- Diplogramma Müll. Arg.
- Dirina Fr.
- Dirinastrum Müll. Arg.
- Dolichocarpus R. Sant.
- Enterodictyon Müll. Arg.
- Enterographa Fée
- Erythrodecton G. Thor
- Feigeana Mies, Lumbsch & Tehler
- Follmanniella Peine & Werner
- Gorgadesia Tav.
- Graphidastra (Redinger) G. Thor
- Halographis Kohlm. & Volkm.-Kohlm. (position incertaine)
- Haplodina Zahlbr.
- Hubbsia W. A. Weber
- Ingaderia Darb.
- Lecanactis Körb.
- Lecanographa Egea & Torrente
- Mazosia A. Massal.
- Minksia Müll. Arg.
- Opegrapha Ach.
- Pentagenella Darb.
- Peterjamesia D. Hawksw.
- Phacographa Hafellner
- Phacothecium Trevis.
- Phoebus R. C. Harris & Ladd
- Plectocarpon Fée
- Protoroccella L. M. Sanchez-Pinto & M. Schulz
- Pseudolecanactis Zahlbr. (position incertaine)
- Roccella DC.
- Roccellina Darb.
- Roccellographa J. Steiner
- Sagenidium Stirt.
- Schismatomma Flot. & Körb. ex A. Massal.
- Schizopelte Th. Fr.
- Sclerophyton Eschw.
- Sigridea Tehler
- Simonyella J. Steiner
- Streimannia G. Thor
- Syncesia Taylor

## Galerie des genres

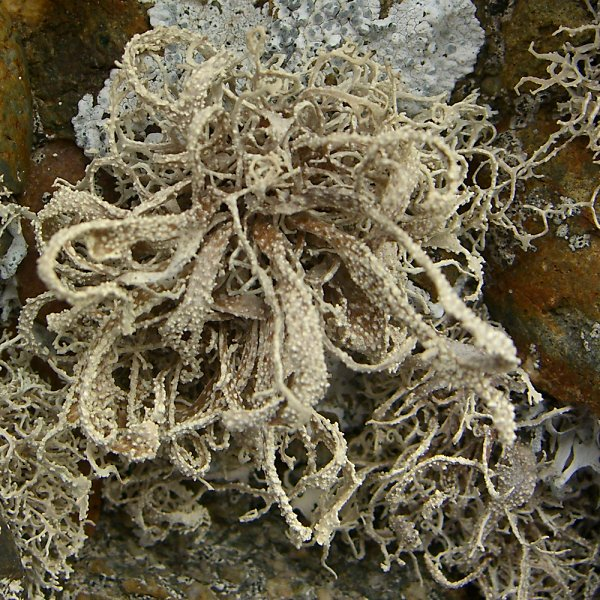
Dendrographa leucophaea.
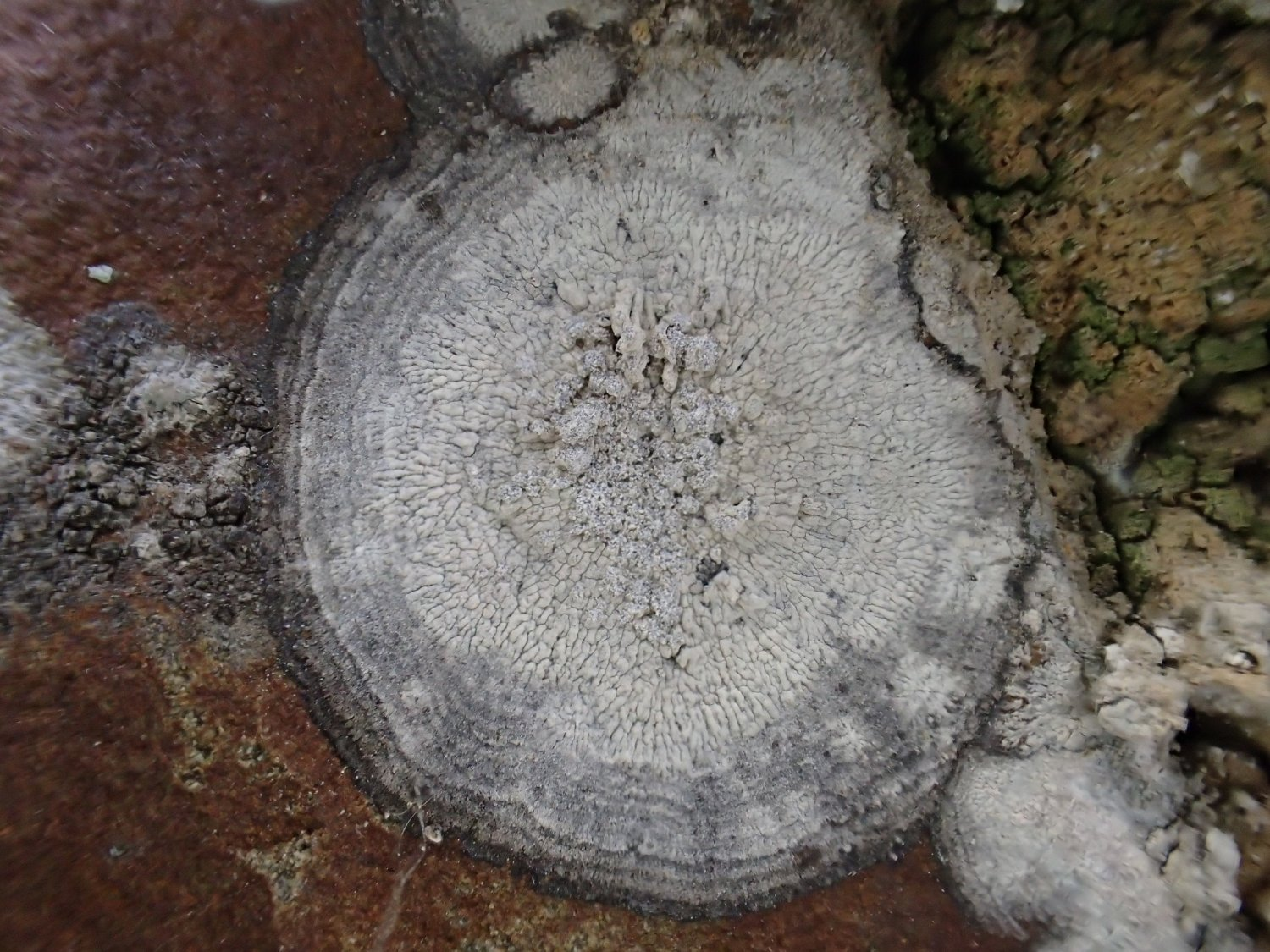
Dirina fallax.
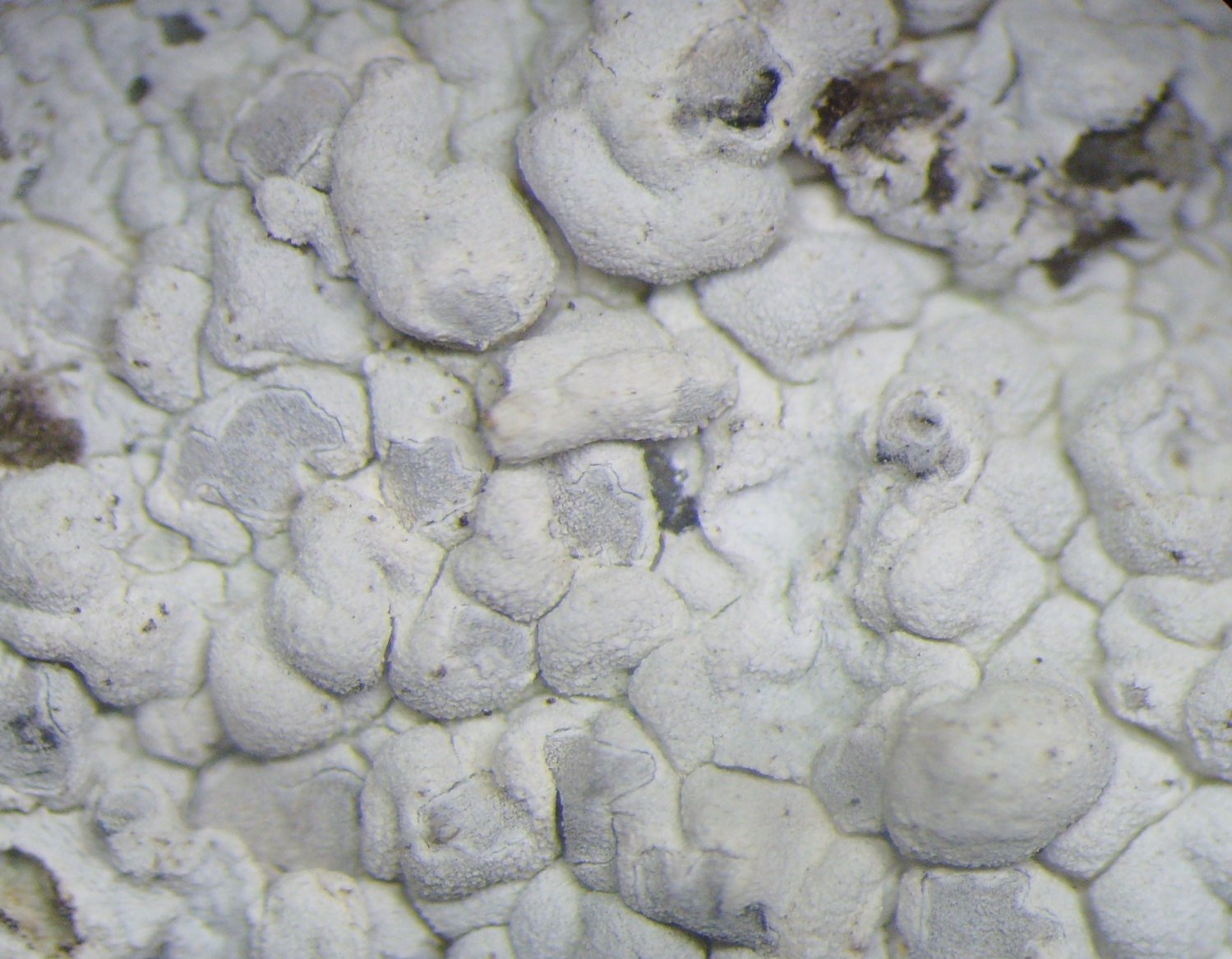
Lecanographa dialeuca.
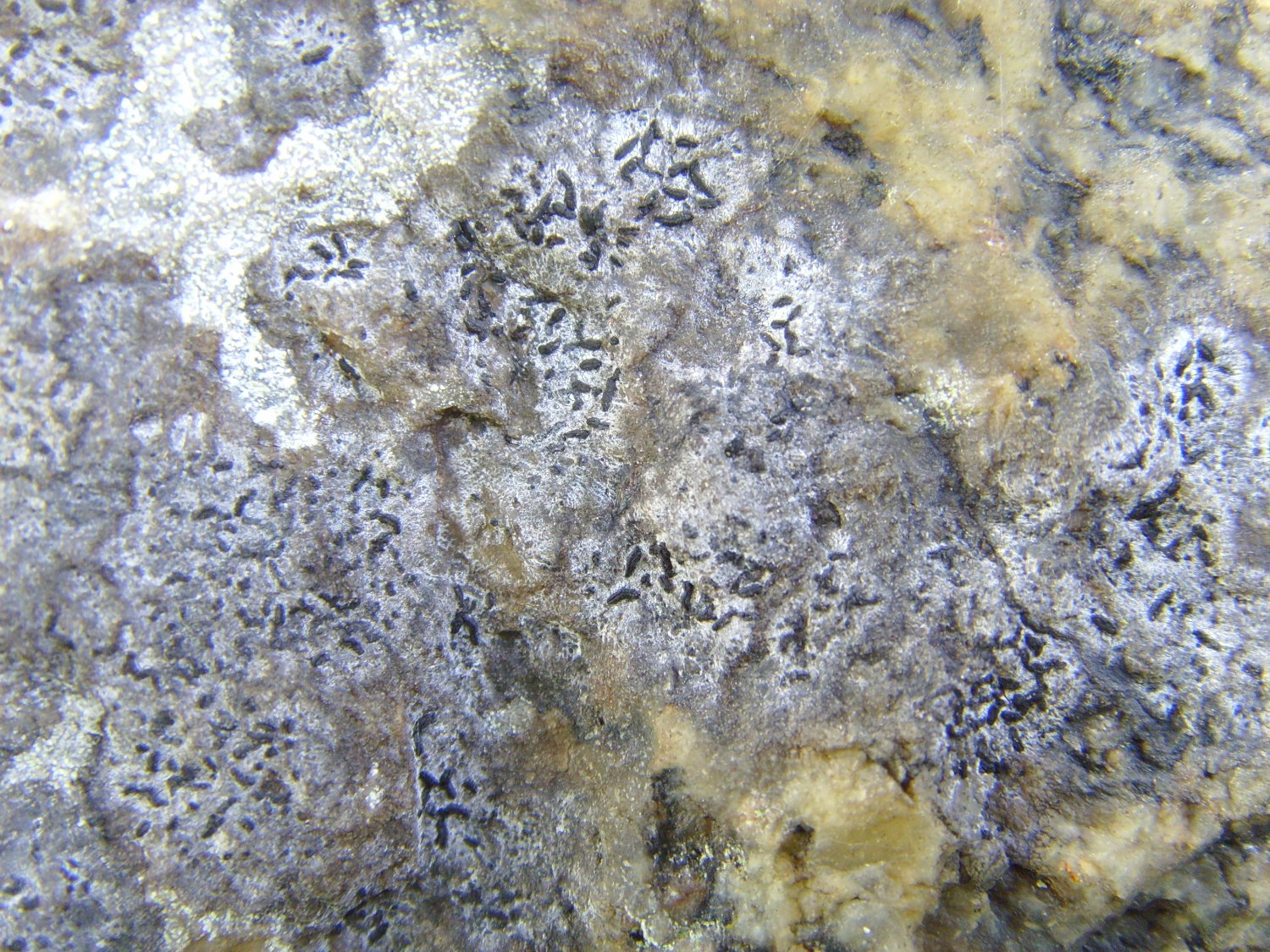
Opegrapha cesareensis.
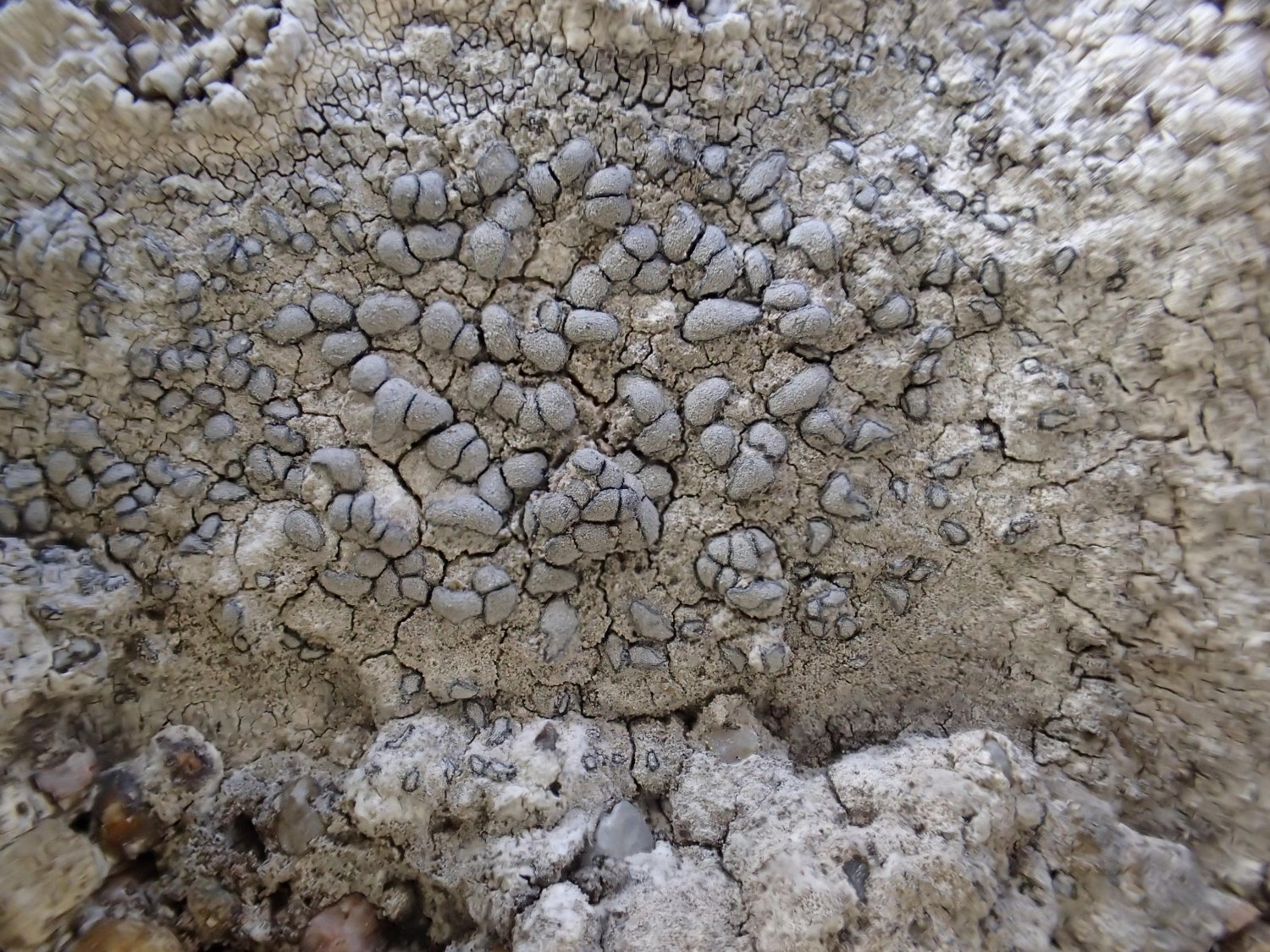
Paralecanographa grumulosa.
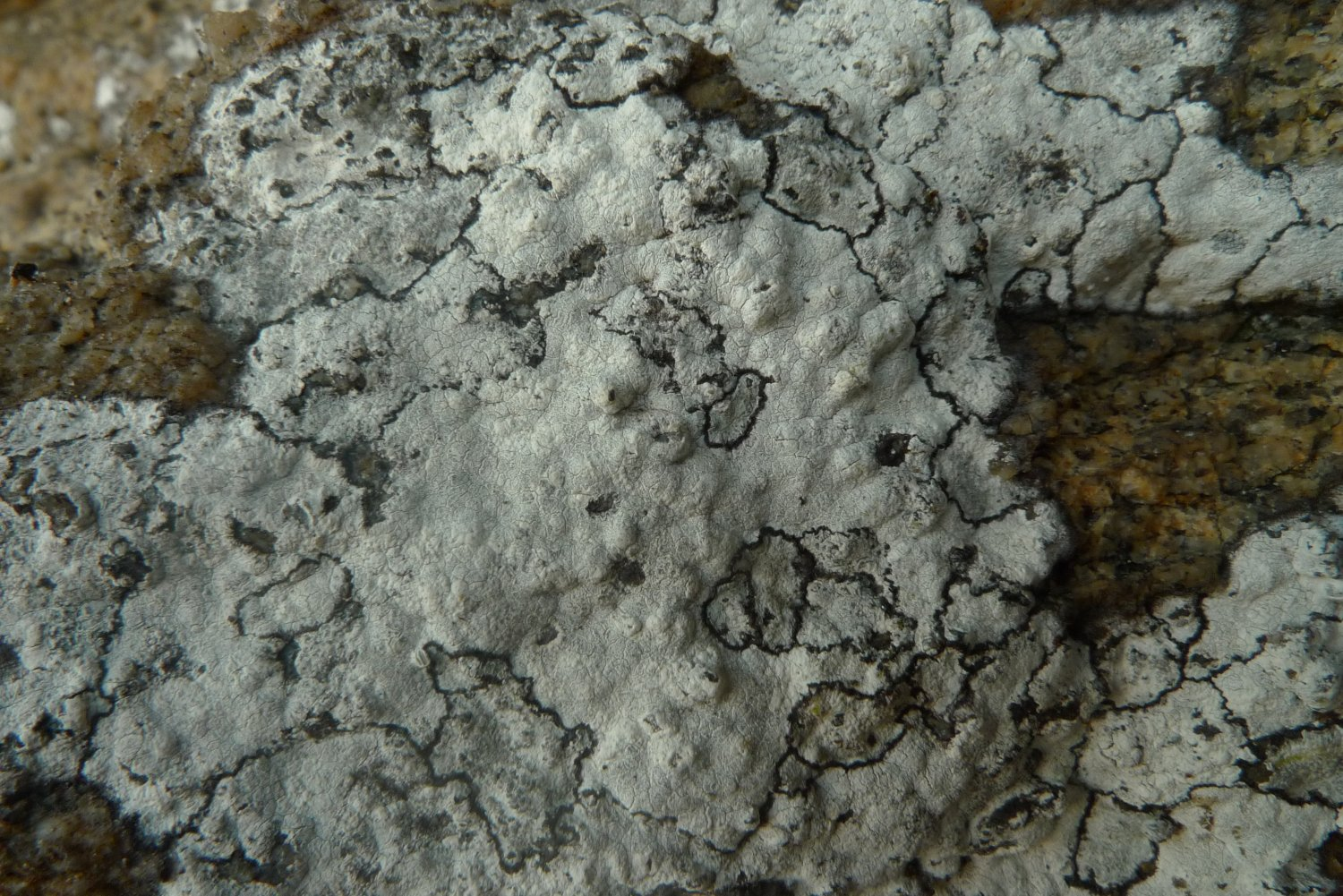
Roccellographa circumscripta.
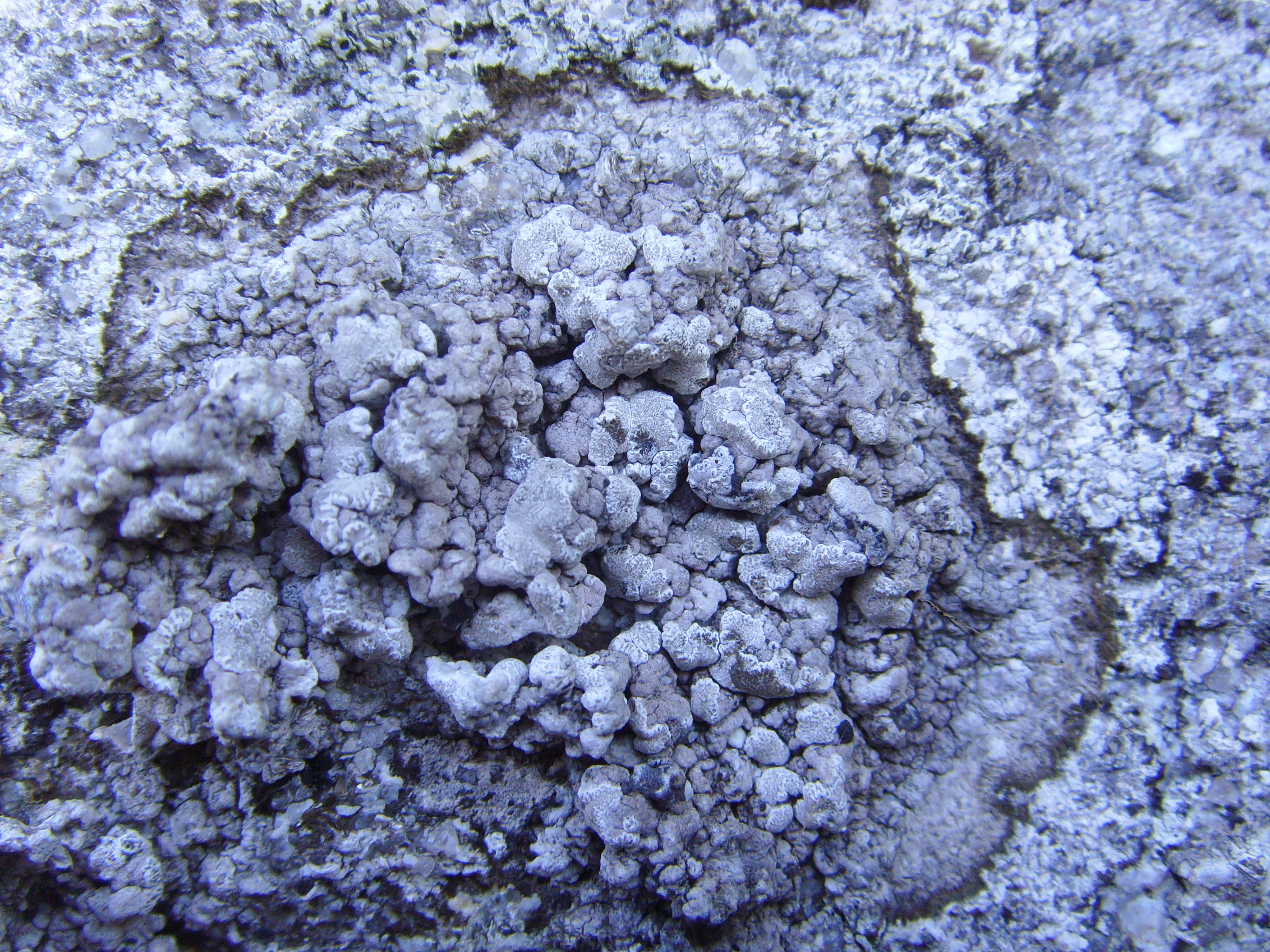
Syncesia myrticola.